# 講談社BOX新人賞
講談社BOX新人賞（こうだんしゃボックスしんじんしょう）は、講談社の文芸書レーベル「講談社BOX」が主催していた小説新人賞。当初はイラストや批評・ノンフィクションの募集も行っていた。
2006年のレーベル創刊時より、講談社BOX新人賞“流水大賞”として全7回実施され、その後2009年4月より講談社BOX新人賞“Powers”として全18回実施されたが、第18回“Powers”（2013年11月末日締切、2014年2月結果発表）を最後に賞は廃止となった。その後は講談社文芸シリーズ出版部で主催されているメフィスト賞へ統合され、講談社ノベルスおよび講談社BOX向けの原稿を募集しているとされたが、講談社BOXは新レーベル・講談社タイガが創刊された2015年以降、新作刊行がほとんどなくなっている。
募集する作品のジャンルに指定はなく、すべての応募作を編集者が直接読むことと、枚数に上限がないことが特徴だった（下限は400字詰め原稿用紙換算350枚）。そのため、講談社文芸図書第三出版部系の新人賞には珍しく、ミステリ色が希薄で、青春小説、ホラー、SFなどが多く投稿されていた。また、受賞者はほとんどいなかったが、イラスト部門も存在していた。
なお、講談社BOX編集部が電子雑誌『BOX-AiR』（2011年2月創刊）で行っていたBOX-AiR新人賞は、講談社BOX新人賞（“流水大賞”および“Powers”）廃止後も継続するとされたが、こちらも2014年の第25回を最後に終了している。

## 概要
2006年11月の「講談社BOX」レーベル開始時より、清涼院流水の冠を付けた「講談社BOX新人賞“流水大賞”」という名称で実施された。流水大賞は、「小説部門」、「イラスト部門」、「批評・ノンフィクション部門」の3つがあり、2009年の年初まで全7回の募集が行われた。流水大賞には大賞・優秀賞・あしたの賞があった。
2009年4月、公式サイトで名称が「講談社BOX新人賞“Powers”」に変更されることが発表された。またその際、批評・ノンフィクション部門はなくなり、募集は「フィクション部門」と「イラスト部門」の2つになった。清涼院流水はこの年以降、講談社での執筆が途絶えているが、一方でこの年に枝分かれした星海社への執筆もなく、関係性は失われた。
小柳粒男（第1回受賞）、泉和良（第2回受賞）、針谷卓史（三田文学新人賞受賞後、講談社BOXから単行本デビュー）の3人は“危険な新人”のキャッチフレーズで呼ばれていた。また、天原聖海・黒乃翔（ともに第3回受賞者）、鏡征爾（第5回、初の大賞受賞者）の3人は“最強新人”と呼ばれており、2009年5月には3人のデビュー単行本が同時に刊行された。
講談社BOX新人賞“Powers”は当初、受賞が“Powers”（パワーズ）・“Talents”（タレンツ）・“Stones”（ストーンズ）の3つに分かれていた。これは“流水大賞”の大賞・優秀賞・あしたの賞をほぼ踏襲したもので、“Powers”受賞作は「1年以内に書籍出版」、“Talents”受賞者は「担当編集とともに、書籍出版を目指す」、“Stones”受賞者は「担当編集とともに、“Powers”受賞を目指す」とされていた。しかし、2011年10月末日締め切りの第11回講談社BOX新人賞“Powers”を最後に、TalentsとStonesは廃止となり、イラスト部門も廃止された。イラスト部門の受賞者は流水大賞時代も含め、5年間で1人（第3回流水大賞・あしたの賞受賞のN村）だけだった。
従来年4回の募集をしていたが、2013年に年3回の募集（3月末、7月末、11月末締切）に変更となった。しかし、2013年の募集分では受賞作は出ず、2014年4月、メフィスト賞との統合が発表された。
2015年には新レーベル・講談社タイガ創刊に伴い、講談社BOX作家陣の整理が行われたが、ミステリ色の希薄な賞だったことから、京都大学推理小説研究会出身の円居挽と森川智喜を除き、大半の受賞作家は講談社に残らず、他社へ流出している。

## 受賞者一覧
「イラスト部門」、「批評・ノンフィクション部門」では大賞（Powers）・優秀賞（Talents）の受賞者は出なかった。あしたの賞／Stonesについては後述。

### フィクション部門
初期の4作品は、『パンドラ』に全文掲載された後に単行本化された。
流水大賞作品は通常の銀のボックスだが、パワーズ以降は「Powers BOX」として、銀の箱ではなく、箱に開いた穴から表紙の一部が見える、ミステリーランドに似た装丁で刊行された。
| 講談社BOX新人賞“流水大賞”                                  | 講談社BOX新人賞“流水大賞” | 講談社BOX新人賞“流水大賞” | 講談社BOX新人賞“流水大賞”                                              | 講談社BOX新人賞“流水大賞” | 講談社BOX新人賞“流水大賞” | 講談社BOX新人賞“流水大賞”                  |
| 回（発表年月）                                             | 賞                        | 受賞者                    | タイトル                                                               | 刊行年月                  | ISBN                      | 備考                                       |
| ---------------------------------------------------------- | ------------------------- | ------------------------- | ---------------------------------------------------------------------- | ------------------------- | ------------------------- | ------------------------------------------ |
| 第1回（2007年4月）                                         | 優秀賞                    | 小柳粒男                  | くうそうノンフィク日和                                                 | 2008年6月                 | ISBN 978-4-06-283666-1    | Vol.1Aに全文掲載後、単行本化               |
| 第2回（8月）                                               | 優秀賞                    | 泉和良                    | エレGY                                                                 | 2008年7月                 | ISBN 978-4-06-283668-5    | Vol.1Bに全文掲載後、単行本化               |
| 第2回（8月）                                               | 優秀賞                    | 梓                        | Switch                                                                 | 2009年6月                 | ISBN 978-4-06-283716-3    | Vol.2Aに全文掲載後、単行本化               |
| 第3回（2008年1月）                                         | 優秀賞                    | 黒乃翔                    | マッドドリーム・アンド・マジカルワールド                               | 2009年5月                 | ISBN 978-4-06-283714-9    | Vol.2Bに全文掲載後、単行本化               |
| 第3回（2008年1月）                                         | 優秀賞                    | 天原聖海                  | ファイナリスト/M                                                       | 2009年5月                 | ISBN 978-4-06-283707-1    |                                            |
| 第4回（5月）                                               |                           | 大賞、優秀賞なし          | 大賞、優秀賞なし                                                       | 大賞、優秀賞なし          | 大賞、優秀賞なし          | 大賞、優秀賞なし                           |
| 第5回（8月）                                               | 大賞                      | 鏡征爾                    | 白の断章                                                               | 2009年5月                 | ISBN 978-4-06-283708-8    | 鏡賢司『機械仕掛けの泡』改名改題           |
| 第6回（12月）                                              | 優秀賞                    | 岩城裕明                  | ようこそ、ロバの目の世界へ。                                           | 2009年9月                 | ISBN 978-4-06-283727-9    | 第4回流水大賞「あしたの賞」受賞者          |
| 第6回（12月）                                              | 優秀賞                    | 辻鷹佑                    | P.C.～ペアレンタル・コントロールド～ こんなに近くで 極彩色虚言泡沫絵巻 | -                         |                           |                                            |
| 第7回（2009年2月）                                         | 大賞                      | 至道流星                  | 雷撃☆SSガール                                                          | 2009年8月                 | ISBN 978-4-06-283722-4    |                                            |
| 第7回（2009年2月）                                         | 大賞                      | 杉山幌                    | R.I.P. レスト・イン・ピース                                            | 2009年10月                | ISBN 978-4-06-283725-5    | 杉山輝征『World系NIPPON』改名改題          |
| 第7回（2009年2月）                                         | 大賞                      | ウノサワスバル            | さよなら彦                                                             | 2010年2月                 | ISBN 978-4-06-283740-8    |                                            |
| 講談社BOX新人賞“Powers”                                    |                           |                           |                                                                        |                           |                           |                                            |
| 回（発表年月）                                             | 賞                        | 受賞者                    | タイトル                                                               | 刊行年月                  | ISBN                      | 備考                                       |
| 第1回（2009年5月）                                         | Talents                   | 井上スナ                  | 僕の中の君が、君の中の僕に挨拶をする                                   | -                         |                           |                                            |
| 第1回（2009年5月）                                         | Talents                   | 西陽武十                  | 総理探偵                                                               | -                         |                           |                                            |
| 第2回（8月）                                               | Powers                    | 新沢克海                  | コロージョンの夏                                                       | 2010年11月                | ISBN 978-4-06-283746-0    | 第1回Powers「Stones」受賞者                |
| 第2回（8月）                                               | Powers                    | 神世希                    | 神戯―DEBUG PROGRAM― Operation Phantom Proof                            | 2010年12月                | ISBN 978-4-06-283747-7    |                                            |
| 第3回（11月）                                              | Talents                   | 架神恭介                  | 戦闘破壊学園ダンゲロス                                                 | 2011年2月                 | ISBN 978-4-06-283759-0    |                                            |
| 第3回（11月）                                              | Talents                   | 紅蓮櫻                    | 黒式セーラー                                                           | -                         |                           | のちに千石サクラに改名                     |
| 第4回（2010年2月）                                         | Powers                    | 湊利記                    | マージナルワールド                                                     | 2011年1月                 | ISBN 978-4-06-283760-6    |                                            |
| 第4回（2010年2月）                                         | Talents                   | 十町長雨                  | きれいな自殺手                                                         | -                         |                           | 第5回流水大賞「あしたの賞」受賞者          |
| 第5回（5月）                                               | Powers                    | 森野樹                    | レッドアローズ                                                         | 2011年3月                 | ISBN 978-4-06-283770-5    | 下剋上ボックス出身                         |
| 第5回（5月）                                               | Talents                   | 千石サクラ                | ネジマキチョウチョ                                                     | -                         |                           | のちに第1回BOX-AiR新人賞受賞               |
| 第5回（5月）                                               | Talents                   | 蜺河識夢                  | syojo                                                                  | -                         |                           |                                            |
| 第6回（8月）                                               | Talents                   | 鳥居なごむ                | シャングリラ                                                           | -                         |                           | のちにKAエスマ文庫『境界の彼方』でデビュー |
| 第7回（11月）                                              | Talents                   | 木村強                    | 狼の恋人                                                               | -                         |                           |                                            |
| 第7回（11月）                                              | Talents                   | 四季剣一                  | 僕と彼女と母の死体                                                     | -                         |                           |                                            |
| 第8回（2011年2月）                                         | Powers                    | 円山まどか                | 自殺者の森                                                             | 2011年6月                 | ISBN 978-4-06-283775-0    |                                            |
| 第9回（5月）                                               | Talents                   | 手代木正太郎              | 柳生浪句剣（やぎゅうろっくけん）                                       | 2012年6月                 | ISBN 978-4-06-283804-7    | 『カランノケンシ』より改題                 |
| 第10回（8月）                                              | Talents                   | 靖子靖史                  | そよかぜキャットナップ                                                 | 2012年4月                 | ISBN 978-4-06-283795-8    | 『どのこ』より改題                         |
| 第11回（11月）                                             | Powers                    | 管野ユウキ                | 昨日の蒼空（そら）、明日（あした）の銀翼（つばさ）                     | 2012年8月                 | ISBN 978-4-06-283810-8    | 『昨日の空、明日の翼』より改題             |
| 第11回（11月）                                             | Talents                   | 沢田学人                  | 碧眼のペテン師                                                         | -                         |                           |                                            |
| 第12回（2012年2月）                                        | Powers                    | 歩祐作                    | ティーンズライフ                                                       | 2012年9月                 | ISBN 978-4-06-283816-0    |                                            |
| 第13回（5月）                                              | Powers                    | 浅倉秋成                  | ノワール・レヴナント                                                   | 2012年12月                | ISBN 978-4-06-283820-7    |                                            |
| 第14回（8月）                                              | Powers                    | 織守きょうや              | 霊感検定                                                               | 2013年1月                 | ISBN 978-4-06-283825-2    |                                            |
| 第15回（11月）                                             | Powers                    | コタニ夕多                | ステレオjct（ステレオジャンクション）                                  | 2013年6月                 | ISBN 978-4-06-283843-6    |                                            |
| 第16回（2013年5月）                                        |                           | 該当作なし                | 該当作なし                                                             | 該当作なし                | 該当作なし                | 該当作なし                                 |
| 第17回（9月）                                              |                           | 該当作なし                | 該当作なし                                                             | 該当作なし                | 該当作なし                | 該当作なし                                 |
| 第18回（2014年2月）                                        |                           | 該当作なし                | 該当作なし                                                             | 該当作なし                | 該当作なし                | 該当作なし                                 |
| 以降、講談社ノベルスの原稿を募集する「メフィスト賞」と統合 |                           |                           |                                                                        |                           |                           |                                            |

注
- 岩城裕明（第6回流水大賞、優秀賞受賞） - 第4回流水大賞で「僕等が愛に笑いに勇気に希望に暴力に自殺に虚構に頼る理由」があしたの賞を受賞している。
- 新沢克海（第2回Powers、Powers受賞） - 第1回Powersで、「ダンスモンキーの虚と実」がStonesを受賞している。
- 十町長雨（第4回Powers、Talents受賞） - 第5回流水大賞で「しじみ蝶と侘助」があしたの賞を受賞している。
- 森野樹（第5回Powers、Powers受賞） - 『パンドラ』Vol.3（2009年4月）の下剋上ボックスで短編を掲載している。

### 選考座談会
選考座談会は、当初は講談社BOXの文芸誌『パンドラ』に掲載された。第2回Powers（2009年8月発表）からは、公式サイトに掲載された。
（以下の応募総数には、小説以外にイラスト・批評等も含む）
流水大賞
- 第1回 - 2007年4月発表。Vol.1Aに選考座談会。応募総数27。
- 第2回 - 2007年8月発表。Vol.1Bに選考座談会。
- 第3回 - 2008年1月発表。Vol.1Bに選考座談会。
- 第4回 - 2008年5月発表。Vol.2Aに選考座談会。
- 第5回 - 2008年8月発表。Vol.2Bに選考座談会。応募総数55。
- 第6回 - 2008年12月発表。Vol.3に選考座談会。応募総数66。
- 第7回 - 2009年2月発表。Vol.3に選考座談会。応募総数64。

Powers
- 第1回 - 2009年5月発表。Vol.4に選考座談会。応募総数52。
- 第2回 - 2009年8月発表。座談会・全作品講評は同年11月4日に公式サイト上に掲載。応募総数66（イラスト除く）。
- 第3回 - 2009年11月30日発表。作品講評（受賞作品は除く）は翌日に、受賞作講評は翌年1月20日に公式サイト上に掲載。応募総数66（イラスト除く）。
- 第4回 - 2010年2月26日発表。作品講評（受賞作品は除く）は同日に、受賞作講評は4月20日に公式サイト上に掲載。応募総数69（イラスト及び規定違反の作品除く）。
- 第5回 - 2010年5月31日発表。作品講評（受賞作品は除く）は同日に、受賞作講評は7月20日に公式サイト上に掲載。応募総数54（イラスト及び規定違反の作品除く）。
- 第6回 - 2010年8月31日発表。作品講評（受賞作品は除く）は同日に公式サイト上に掲載。応募総数78（イラストを除く）。
- 第7回 - 2010年11月30日発表。作品講評（受賞作品は除く）は翌日に公式サイト上に掲載。応募総数78（イラスト及び規定違反の作品除く）。
- 第8回 - 2011年2月28日発表。作品講評（受賞作品は除く）は同日に公式サイト上に掲載。応募総数76（イラストを除く）。
- 第9回 - 2011年5月31日発表。作品講評（受賞作品は除く）は同日に公式サイト上に掲載。応募総数87（イラストを除く）。
- 第10回 - 2011年8月31日発表。応募総数109（イラストを除く）。
- 第11回 - 2011年11月30日発表。応募総数73（イラストを除く）。
- 第12回 - 2012年2月29日発表・応募総数118。
- 第13回 - 2012年5月31日発表。
- 第14回 - 2012年8月31日発表。

## あしたの賞／Stones
“流水大賞”の「あしたの賞」および“Powers”の「Stones」は、デビューは約束されないが担当編集者が付くという賞だった。この賞は第2回流水大賞（2007年8月）から設けられ、第11回Powers（2011年11月）を最後に廃止となった。
受賞者の中の何人かは、『パンドラ』の「下剋上ボックス」コーナーや講談社BOXのアンソロジー『新走（あらばしり）』に短編小説が掲載されている。あしたの賞受賞者で、下剋上ボックスを経て講談社BOXから単行本デビューした作家に小仙波貴幸と森川智喜がいる。
岩城裕明は第4回流水大賞であしたの賞受賞後、第6回流水大賞で優秀賞を受賞し講談社BOXからデビューした。また、新沢克海は第1回PowersでStones受賞後、第2回PowersでPowersを受賞し講談社BOXからデビューした。
第3回流水大賞であしたの賞を受賞した中沢健は、2009年11月に別の出版社から単行本デビューした。同じく第3回流水大賞であしたの賞を受賞したうさぎ鍋竜之介（兎月竜之介）は、2010年にスーパーダッシュ小説新人賞大賞と、ジャンプ小説新人賞特別賞を受賞し、同年9月に集英社スーパーダッシュ文庫からデビューしている。第2回PowersでStonesを受賞した地本草子は2012年11月に集英社スーパーダッシュ文庫でデビューした。
唯一のイラストでのあしたの賞受賞者であるN村は、講談社BOXから刊行される単行本や雑誌の表紙を描いた後、中村ゆうひ名義で漫画家へ転向した。
| 回次          | 発表年月   | 人数 | 「あしたの賞」受賞者、作品タイトル |
| ------------- | ---------- | ---- | --- |
| 第2回流水大賞 | 2007年8月  | 9名  | 狩名十朗『インペリアル・ティーガー』、矢野紗織『逢魔が時に、家から出てはいけないよ。』、三西麦『空想性パラフレニィ』 夜見直都『スクラップ風ショウ女カッティング炒メ』、今闇『そして飛竜は月夜に空を舞う』、長田大輝『正義の見方』 高安正康『短編4連作』、星生志狼『独裁国家『彩』』、藤原正文『僕は『ふくしゅうやさん』が大好きです。』 |
| 第3回流水大賞 | 2008年1月  | 5名  | 小仙波貴幸『河童刺し又衛門 数えで十七、此岸にあって未だ無知蒙昧の僕（やつがれ）』 中沢健『恋愛小説を書く男』、うさぎ鍋竜之介（兎月竜之介）『希望観測』 向後武志『拾得娘』、N村（イラスト） |
| 第4回流水大賞 | 2008年5月  | 5名  | 岩城裕明『僕等が愛に笑いに勇気に希望に暴力に自殺に虚構に頼る理由』 遠井夜空（森川智喜）『マジカルランプ 名探偵三途川理と魔法のための魔法による魔法の呪文』 ganzi『化変』、竹原漢字『みかん少年ネコミミ少女』、岸和千謝『召喚銃 〜或る拳銃の多忙〜』                                                                                     |
| 第5回流水大賞 | 2008年8月  | 2名  | 建太（上城建太）『感性ドリフト』、十町長雨『しじみ蝶と侘助』 |
| 第6回流水大賞 | 2008年12月 | 2名  | 緒平滋『LAW』、三里結衣『そのたびごとにただひとつ、彼女の痕跡』 |
| 第7回流水大賞 | 2009年2月  | 2名  | 春野友作『雨が降ってる。』、井上竜『悪いひとたち』 |
| 回次          | 発表年月   | 人数 | 「Stones」受賞者、作品タイトル |
| 第1回Powers   | 2009年5月  | 1名  | 新沢克海『ダンスモンキーの虚と実』 |
| 第2回Powers   | 2009年8月  | 4名  | 鬼虫兵庫『バガラバ I －bagaraba－皆殺しの霧街』、椎名ヒロ『Trap Song』 地本草子『BUGS』、美浦アスカ『ル・アンジェ 愛おしきこの世界で』 |
| 第3回Powers   | 2009年11月 | 1名  | 八田モンキー『どらごんのーと』 |
| 第4回Powers   | 2010年2月  | 2名  | 木之十甲『｜｜：MAIDO MAID ＆ ANDROID：｜｜』、上山知也『キス&デス』 |
| 第5回Powers   | 2010年5月  | 1名  | 友志木亜希『銀のダイアモンド』 |
| 第6回Powers   | 2010年8月  | 3名  | 伊藤孔五『ペーパーバッグ・ストーリー』、荘田竹一『明日起きたら』、上左右ゑ門『活殺剣理ジュブナイル』 |
| 第7回Powers   | 2010年11月 | 1名  | 木之十甲『切子童子と千足御前』 |
| 第8回Powers   | 2011年2月  | 4名  | 井上竜『喪服探偵aiko.』、揚野蛙手『Ｏの神様』、高橋渉水『インモラルインテレクト』、あみるニウム『ハルチ』 |
| 第9回Powers   | 2011年5月  | 1名  | 揚野蛙手『玄い灯』 |
| 第10回Powers  | 2011年8月  | 1名  | 朱雀伸吾『超越探偵 山之内徹』 |
| 第11回Powers  | 2011年11月 | 0名  | |

## 下剋上ボックス
「あしたの賞」受賞者のうちの何名かは、短編作品が『パンドラ』の「下剋上ボックス」コーナーに掲載された。また、編集者に直接声を掛けられてこのコーナーに登場する場合もあった。
このコーナーは全3回（Vol.2 SIDE-A,B、Vol.3）掲載され、人気投票の結果、小説では小仙波貴幸・円居挽・森川智喜の単行本デビューが決定した。また、Vol.3に登場した森野樹は、講談社BOX新人賞“Powers”の第5回でPowersを受賞し、2011年3月に単行本デビュー。
小説
- 小仙波貴幸（第3回あしたの賞）　-　「鬼灰買いの佐平治 数えで十七、対岸にあって火事を横目に高鼾の阿呆」（2A）
- 円居挽　-　「盗人待ルノワール」（2A）、「解人待メモワール」（2B）
- 森川智喜（第4回あしたの賞）　-　「ゴーストスクール 名探偵三途川理と長い長いお別れ」（2B）
- ganzi（第4回あしたの賞）　-　「水底ロボット」[3]（2B）
- 上城建太（第5回あしたの賞）　-　「感性ドリフト／偽善アンドロステノン」（2B）
- 森野樹　-　「よちよち中吉、二十歳待ち」（3）

漫画
- N村（第3回あしたの賞）　-　「月の夜だけ」（2A）、「Fade Out Syndrome」（2B）
- 一橋真　-　「Good Luck!」（2A）
- ちぇこ　-　「ゴーストスクール」のイラスト（2B）
- いわかみちひろ　-　「あおいひと」（2A）
- 斎まや　-　「緑の向こう側」（2A）、「ユトの色」（2B）
- 日田慶治　-　「泰国興隆秘史」（2A）
- 優　-　「Present」（2B）